# Darren Aronofsky
Darren Aronofsky (Brooklyn, 12 februari 1969) is een Amerikaanse filmregisseur en producer.
Hij studeerde filmtheorie aan Harvard, waar hij Sean Gullette leerde kennen, de acteur die de hoofdrollen speelde in Supermarket Sweep en Pi en een bijrol in Requiem for a Dream. Later studeerde hij aan het American Film Institute. Supermarket Sweep was zijn 17 minuten durende afstudeerfilm, waarmee hij internationaal naam maakte.
Films van Aronofsky kenmerken zich door snelle montages en intense soundtracks. Zijn in zwart-wit gefilmde low budget debuutfilm Pi (naar de wiskundige constante) uit 1998 was een cultsucces. Requiem for a Dream (2000) staat hoog in de top 250 van beste films ooit van IMDb. In 2006 volgt met The Fountain zijn volgende grote filmproject, waarin zijn toenmalige vriendin Rachel Weisz de hoofdrol speelt. De film wordt kritisch ontvangen, maar verkrijgt later een cultstatus. Daarna volgen de films The Wrestler (2008) en Black Swan (2010). Beide films gaan over de intense relatie die een topsporter, respectievelijk een worstelaar en een balletdanseres, met diens sport heeft. Aanvankelijk moest dit project tot één film leiden, maar de twee verhaallijnen werden gesplitst. The Wrestler betekende een comeback voor Mickey Rourke. Natalie Portman won voor haar hoofdrol in Black Swan de Oscar voor beste actrice.

## Persoonlijk leven
Aronofsky woonde van 2004 tot 2010 samen met de Engelse actrice Rachel Weisz. Samen kregen ze een zoon. In 2010 zetten zij een punt achter hun relatie. Aronofsky is de zoon van Abraham Aronofsky.

## Filmografie (als regisseur)
- Supermarket Sweep (1991) (korte film)
- Protozoa (1993) (korte film)
- Pi (1998)
- Requiem for a Dream (2000)
- The Fountain (2006)
- The Wrestler (2008)
- Black Swan (2010)
- Noah (2014)
- Mother! (2017)
- The Whale (2022)